# The Ready and Easy Way to Establish a Free Commonwealth
The Ready and Easy Way to Establish a Free Commonwealth (De Snelle en Gemakkelijke Manier voor het Oprichten van een Vrije Gemenebest) werd uitgebracht door John Milton eind februari 1660. Milton waarschuwt in dit traktaat voor de gevaren die hij ziet als inherent aan een monarchie. Hij verscherpt de retoriek tegen de monarchie nog eens in de tweede editie van maart 1660.